# Georg von Wolfram
Georg Wolfram, seit 1914 Ritter von Wolfram, (* 1. Januar 1851 in Kemnath; † 26. Februar 1923 in Augsburg) war ein deutscher Politiker in Bayern. Er war von 1900 bis 1919 Bürgermeister (ab 1907 Oberbürgermeister) der Stadt Augsburg. Als Hofrat und Bürgermeister der Stadt war er maßgeblich an der Gründung der Augsburger Volkshochschule beteiligt.

## Leben
Georg Wolfram war zunächst nach dem Jurastudium 1876 im Verwaltungsdienst bei der Regierung in Regensburg tätig, später wurde er dann Amtsrichter und Staatsanwalt, unter anderem beim Amts- und Landgericht in München. Im Jahr 1888 wurde er Rechtsrat in der Münchener Stadtverwaltung. Von 1897 bis 1899 war er Mitglied der Kammer der Abgeordneten. Im Jahr 1900 wurde er zum Ersten Bürgermeister von Augsburg gewählt und 1904 bestätigt. Ab 1907 lautete die Amtsbezeichnung Oberbürgermeister. Für sein Wirken wurde er durch König Ludwig III. mit dem Ritterkreuz des Verdienstordens der Bayerischen Krone beliehen. Damit verbunden war die Erhebung in den persönlichen Adelsstand und er durfte sich nach der Eintragung in die Adelsmatrikel am 15. Juli 1914 „Ritter von Wolfram“ nennen.
Wolfram war Geheimer Hofrat und zeitweilig Vorsitzender des Bayerischen Städtetages und Mitglied im Vorstand des Deutschen Städtetages. In seine Amtszeit fielen die Eingemeindungen zwischen 1910 und 1916, außerdem der Erste Weltkrieg, der die Stadt und den Kommunalverband finanziell stark belastete. Im Mai 1919 trat er zusammen mit seinem Stellvertreter Franz Gentner zurück.
Wolfram gründete als Bürgermeister 1904 die Augsburger Volkshochschule. Weiterhin entstand in seiner Amtszeit als „Stadt in der Stadt“ das Wolframviertel mit einfachen Wohngebäuden für Textilarbeiter sowie mit Kirchen, Schulen und Kindergärten, in dem auch die Wolframstraße seinen Namen trägt.